# Joseph Roy
Joseph Roy (* 14. Oktober 1925 in Mysore, Karnataka, Britisch-Indien; † 18. April 2004) war ein indischer Geistlicher und römisch-katholischer Bischof von Mysore.

## Leben
Joseph Roy empfing am 19. Dezember 1953 das Sakrament der Priesterweihe.
Am 19. Dezember 1994 ernannte ihn Papst Johannes Paul II. zum Bischof von Mysore. Der Erzbischof von Bangalore, Alphonsus Mathias, spendete ihm am 21. Februar 1995 die Bischofsweihe; Mitkonsekratoren waren der Erzbischof von Madras-Mylapore, James Masilamony Arul Das, und der Erzbischof von Pondicherry und Cuddalore, Michael Augustine.
Am 12. Februar 2003 nahm Johannes Paul II. das von Joseph Roy aus Altersgründen vorgebrachte Rücktrittsgesuch an.